# 炭素繊維強化炭素複合材料
炭素繊維強化炭素複合材料（たんそせんいきょうかたんそふくごうざいりょう、carbon fiber reinforced-carbon matrix-composite）は、繊維強化複合材料の一種で、繊維として炭素繊維を、母材（充填材）としても炭素を用いたもの。カーボンカーボン (carbon-carbon) 、カーボンカーボン複合材料 (carbon-carbon composite)、C/Cコンポジット(C/C composite)、強化カーボンカーボン (reinforced carbon-carbon, RCC)などのさまざまな呼び方がある。

## 概要
炭素繊維とプラスチック（主に熱硬化性のもの）による繊維強化複合材である炭素繊維強化プラスチック (CFRP) を成形硬化後、不活性雰囲気中で熱処理し、母材のプラスチックを炭化させて作る。さらに2000℃以上で熱処理することにより炭素繊維およびバインダー成分はさらにグラファイト化が進み、母材も部分的にグラファイト化する。複合材料から製造するのは、炭素繊維が塊状の炭素よりグラファイト化しやすいからである。この製法を「樹脂含侵炭素化法」と言う。「樹脂含侵炭素化法」の製造方法では、樹脂成分が炭化する際に樹脂成分が気化することで空隙が発生する為、層間強度が弱く、炭素繊維強化炭素複合材の中で強度が弱めの材料となる。よって必要に応じて樹脂の再含侵および熱処理を複数回行う。場合によってはこの空隙に樹脂を含侵させただけでCFRPとして用いることもある。
原材料を焼き固めて製造することから、セラミックスに分類されることもある。また、理想的には炭素のみで構成されよって共有結合のみであることもあり、無機物質として分類される。
「化学気相蒸着法」ではメタン、プロパンなどを比較的低濃度で高温に保持された製品中に導入して直接沈着させる。等温法と温度勾配法がある。この方法は「CVD法」とも呼ばれる。
軽くて丈夫という繊維強化複合材料の特長に加え、化学的に安定で、熱に強く不活性雰囲気では約2000℃まで実用的な強度を保ち、繰り返しの使用に耐える。ただし、空気中でおよそ450°Cを超える高温にさらすと酸素と化合して（すなわち燃焼して）二酸化炭素になってしまうため、炭化ケイ素やB2O3などによるヘテロアトムによるアロイングのようなコーティングをする場合がある。しかしこの場合も本体とコーティングの熱膨張率の差の問題もあり、2010年現在未解決である。

## 利点
運用上の利点
- 比強度が向上する。このため、構造重量が軽減でき、燃費向上、運航コストの低減につながるほか、航続距離の増加により長距離路線を設定しやすくなる[2]。
- 耐疲労性・耐腐食性が向上する。このため、点検・オーバーホール回数を少なくでき、整備コストが低減できる。客室内の湿度を高く設定でき、快適性が向上する。

製造上の利点
- 一体成形が可能。このため、部品点数の低減、組立コストの低減ができる。

## 用途
- 自動車（主に競技用）や航空機用のディスクブレーキのブレーキローター及びブレーキパッド（炭素繊維強化炭素複合材料の需要の約80%は航空機ブレーキ用途である）[3]
- 自動車の構造素材の一部（ピックアップトラックの荷台の一部）にも使用し始めている。[4]
- 宇宙ロケットの高熱にさらされる部分に使用される耐熱タイル
- 電車のパンタグラフ用すり板（強度と導電性の改善のため銅合金を含浸させる）[5]
- ミラーレスカメラ（カメラカバー）の一部[6]や、ノートパソコンの一部[7]などにも使用し始めている。

## 文献
- 炭素繊維の最先端技術. シーエムシー出版. (2007年). ISBN 4882316722.
- 「炭素繊維/炭素複合材料の超高温安定性」『窯業協會誌 Vol. 95 (1987)』、セラミックス協会、660-662頁。
- 「炭素-炭素複合材料の展開」『高分子 Vol. 47 (1998) No. 8』、高分子学会、555-558頁。
- 「高炭素化収率のピッチをマトリックス前駆体とした炭素繊維/炭素複合材料のマトリックス組織制御」『炭素 Vol. 1992 (1992) No. 155』、炭素材料学会、288-294頁。
- 「C/Cコンポジット」『繊維学会誌 Vol. 44 (1988) No. 11』、繊維学会、440-443頁。